# Ramón Mañón
Ramón Manón Reyes (nacido el 20 de enero de 1968 en Santo Domingo) es un ex lanzador dominicano que jugó en las Grandes Ligas de Béisbol apareciendo en un partido para los Rangers de Texas en 1990. Originalmente firmado por los Yanquis de Nueva York como amateur en 1985, Mañón fue adquirido por los Rangers en 1989 siendo llamado por estos a Grandes Ligas un año más tarde para relevar.
Durante su paso por ligas menores jugó para los equipos Fort Lauderdale Yankees, Albany-Colonie Yankees, Prince William Yankees, Gulf Coast Yankees y Birmingham Barons.
En la Liga Dominicana, Mañón jugó para los equipos Caimanes del Sur y Leones del Escogido.